# Вашловани (национальный парк)
Национальный парк Вашловани (груз. ვაშლოვანის ეროვნული პარკი) находится в Кахетии, юго-восточная часть Грузии, около азербайджанской границы. Создан для защиты лесостепи («светлых лесов»). Национальный парк Вашловани - грузинский мини сафари

## История
Основан в 1935 году как заповедник Вашловани. В 2003 году был образован национальный парк, площадью 251,14 км². Заповедник площадью 84,8 км² является составной частью парка.

## Общие сведения
Климат парка засушливый, осадков выпадает 470 мм в год. Среднегодовая температура 11,6 °C. На территории парка находятся как лиственные леса, так и лесостепь, степь и полупустыня. Рельеф состоит из долин (некоторые из которых находятся в каньонах) и скальных осадочных массивов (бедленд). Есть карстовые пещеры.

## Флора и фауна
В парке произрастают 664 вида растений, из них 40 эндемичных для Кавказа. Среди деревьев преобладают фисташковые, можжевельник, вишня, клён, груша, инжир, гранат. Встречаются 80 видов птиц. Из млекопитающих в парке водятся ёж, заяц, лиса, дикий кот, волк, бурый медведь, барсук, кабан, шакал, куница, гиена, хорёк, газель. В 2004 году в отдалённой части парка видели леопарда.